# Арстынбаев, Лаик Мухтарович
Лаик Мухтарович Арстынбаев (21 мая 1931 года — 16 февраля 1994 года) — старший чабан совхоза «Путь Октября» Кизильского района Челябинской области, Герой Социалистического Труда (1966).

## Биография
Родился 21 мая 1931 года в поселке Ак-Кудук ныне Адамовского района Оренбургской области, в семье крестьянина, с сентября 1944 года семья жила в поселке Амамбайском Кизильского района Челябинской области.
Получил начальное образование.
Ещё с детства стал работать в совхозе. С 1949 года — старший чабан совхоз «Путь Октября» Кизильского района. Использовал прогрессивные методы ухода за животными, выращивания и выращивания молодняка. Одним из первых ещё в начале 1970-х годов перешёл на бригадный семейный подряд. Добился высоких показателей в разведении овец. В 1959 году от закреплённой за ним отары в 600 голов получил и вырастил на каждые 100 маток 127 ягнят, в 1960 году поднял этот показатель до 142, в 1961 году — до 131 ягнят. Личный рекорд чабана — 141 ягненок с 100 овец. Он так и не был перекрыт при его жизни. Кроме того, добивался высоких показателей и по сдаче шерсти государству от каждой овцы — более 4 килограмм и даже достигал 4,95 килограмм шерсти.
Опыт работы передового чабана был рассмотрен на межрегиональном совещании работников сельского хозяйства Урала в Свердловске (1961) и там рекомендован к широкому распространению.
За достигнутые успехи в развитии животноводства, увеличении производства и заготовок мяса, молока, яиц, шерсти и другой продукции указом Президиума Верховного Совета СССР от 22 марта 1966 года Арстынбаеву Лаику Мухтаровичу присвоено звание Героя Социалистического Труда с вручением ордена Ленина и золотой медали «Серп и Молот».
В 1992 году вышел на пенсию.
Умер 16 февраля 1994 года, похоронен в посёлке Амамбайка Кизильского района.

## Награды
- Герой Социалистического Труда (1966)
- Орден Ленина (1966)
- Орден Октябрьской Революции (1973)
- медали